# Terra Alta

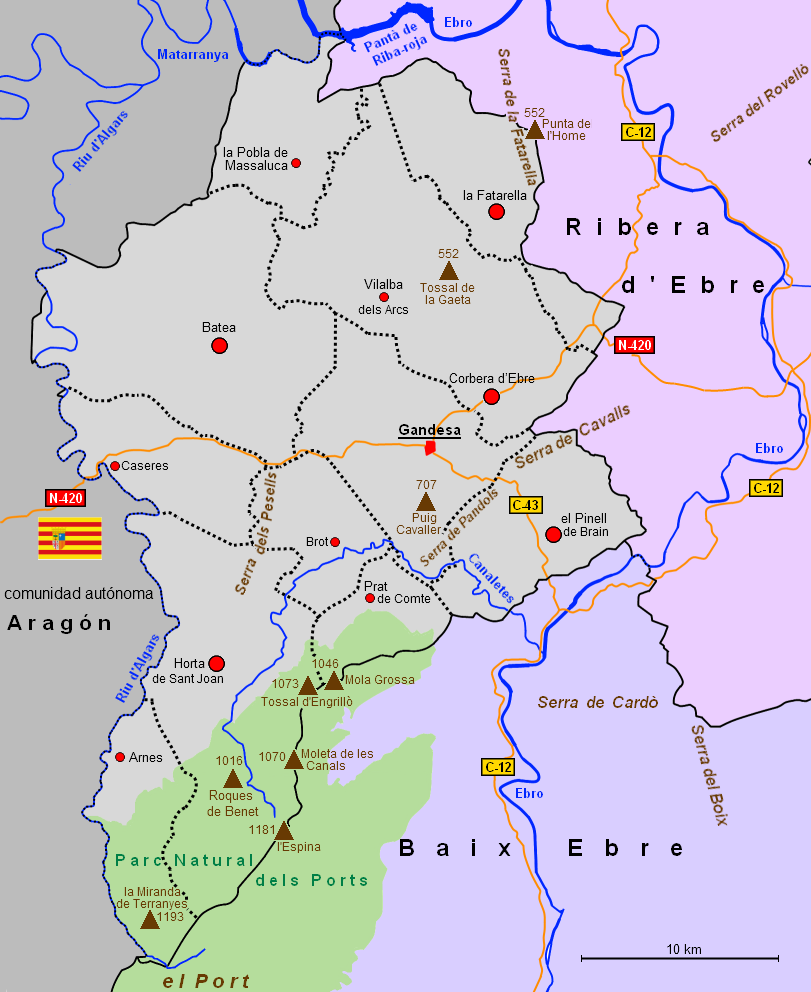
Karte von Terra Alta

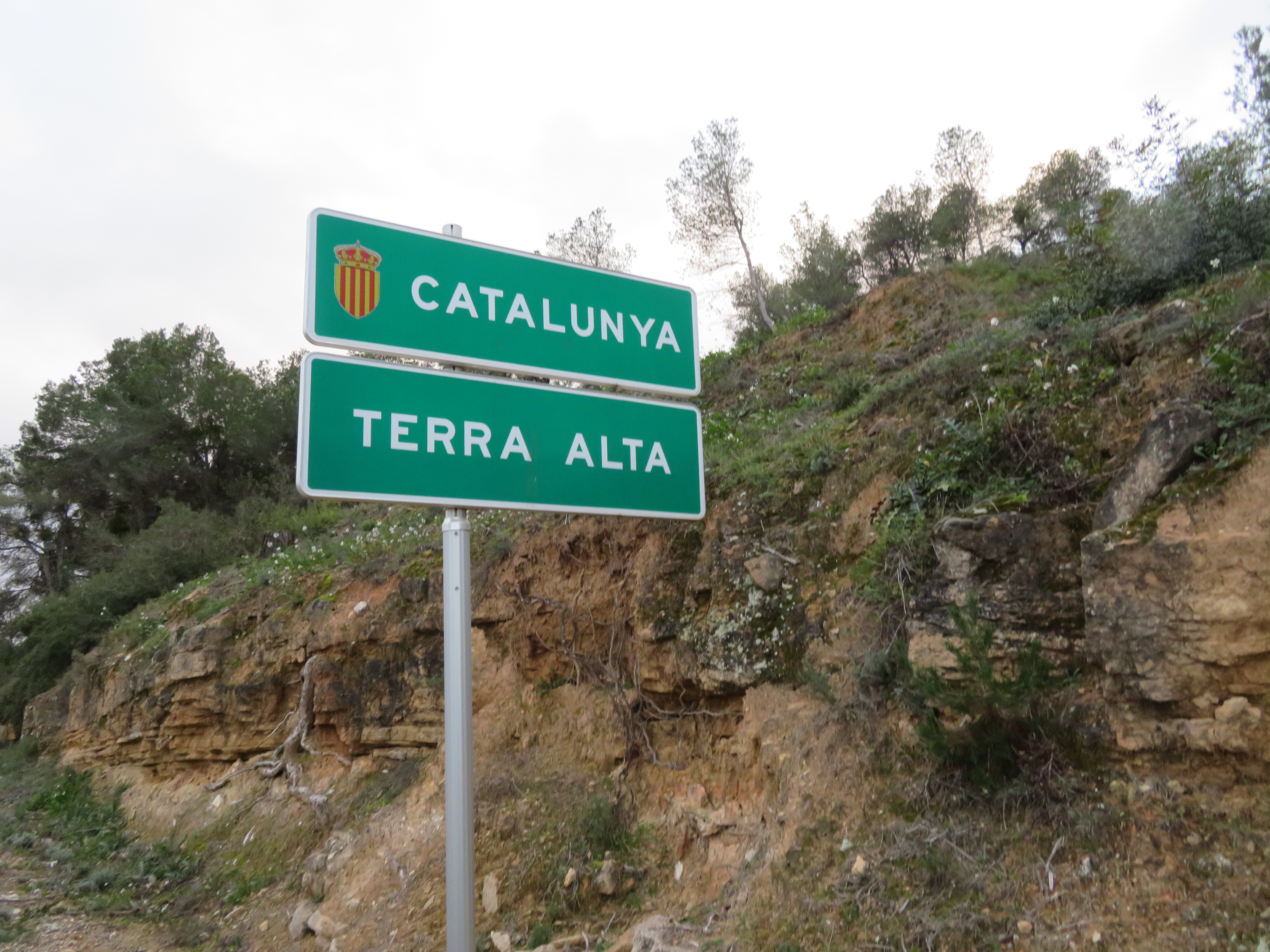
Comarca de la Terra Alta, Tarragona

Die Comarca Terra Alta liegt in der Provinz Tarragona der Autonomen Gemeinschaft von Katalonien (Spanien). Der Gemeindeverband hat eine Fläche von 742,01 km² und 11.408 Einwohner (2022).

## Lage
Terra Alta liegt im südwestlichen Teil Kataloniens, ca. 60 km westlich der Provinzhauptstadt Tarragona. Der Gemeindeverband grenzt im Nordosten an die Comarca Ribera d’Ebre, im Südosten an Baix Ebre und im Westen an die Autonome Gemeinschaft Aragonien. Zusammen mit den Comarcas Baix Ebre, Montsià und Ribera d’Ebre bildet die Region das Territorium Terres de l’Ebre.
Das nördliche Gebiet der Terra Alta liegt in einer fruchtbaren Hochebene, der Zentralkatalonischen Senke, mit nur wenigen Erhebungen bis maximal 550 m Höhe. Der südöstliche Teil ist gebirgig, hier befinden sich der nördliche Ausläufer der Ports de Tortosa-Beseit (Naturpark) mit mehreren Berggipfeln von über 1.000 m, die Serra de Cavalls und Serra Pàndols. Die höchste Erhebung der Comarca ist der Miranda de Terranyes mit 1.193 m.
Der Riu Algars, ein Nebenfluss des Matarraña, der in den Ebro mündet, bildet im Westen eine gemeinsame Grenze mit Aragonien. Die Comarca liegt im Einzugsbereich des Ebro, der den Gemeindeverband östlich in einem weiten Bogen von Nord nach Süd umfließt.

## Klima
Das mediterrane Klima mit kontinentalem Einfluss sorgt für trocken heiße Sommer und trocken kalte Winter. Die wenigen Niederschläge fallen vor allem im Frühling und Herbst.

## Wirtschaft
Terra Alta lebt hauptsächlich von der Produktion und Verarbeitung landwirtschaftlicher Erzeugnisse. Angebaut werden Oliven, Obst, Getreide und Mandeln. Hervorzuheben ist der Weinanbau mit eigener Herkunftsbezeichnung D.O. Terra Alta. Nennenswerte ist auch die Schaf- und Geflügelzucht.

## Gemeinden
| Gemeinde              | Einwohner (2024) | Fläche km² | Dichte Einw./km² | Cod INE | Postleitzahl |
| --------------------- | ---------------- | ---------- | ---------------- | ------- | ------------ |
| Arnes                 | 463              | 42,88      | 11               | 43018   | 43597        |
| Batea                 | 1.877            | 127,62     | 15               | 43022   | 43786        |
| Bot                   | 554              | 34,64      | 16               | 43032   | 43785        |
| Caseres               | 240              | 42,75      | 6                | 43041   | 43787        |
| Corbera d’Ebre        | 1.019            | 53,47      | 19               | 43048   | 43784        |
| La Fatarella          | 852              | 56,48      | 15               | 43056   | 43781        |
| Gandesa               | 3.166            | 71,05      | 45               | 43064   | 43780        |
| Horta de Sant Joan    | 1.157            | 118,86     | 10               | 43071   | 43596        |
| El Pinell de Brai     | 979              | 57,49      | 17               | 43106   | 43594        |
| La Pobla de Massaluca | 344              | 43,19      | 8                | 43110   | 43783        |
| Prat de Comte         | 185              | 26,37      | 7                | 43117   | 43595        |
| Vilalba dels Arcs     | 608              | 67,21      | 9                | 43175   | 43782        |
| Comarca Terra Alta    | 11.444           | 742,01     | 15               | –       | –            |